# 安斯加尔·韦斯林
安斯加尔·韦斯林（德語：Ansgar Wessling，1961年5月3日—），德国男子赛艇运动员。他曾代表西德、德国参加1988年和1992年夏季奥林匹克运动会赛艇比赛，获得一枚金牌和一枚铜牌。